# Ramskopf

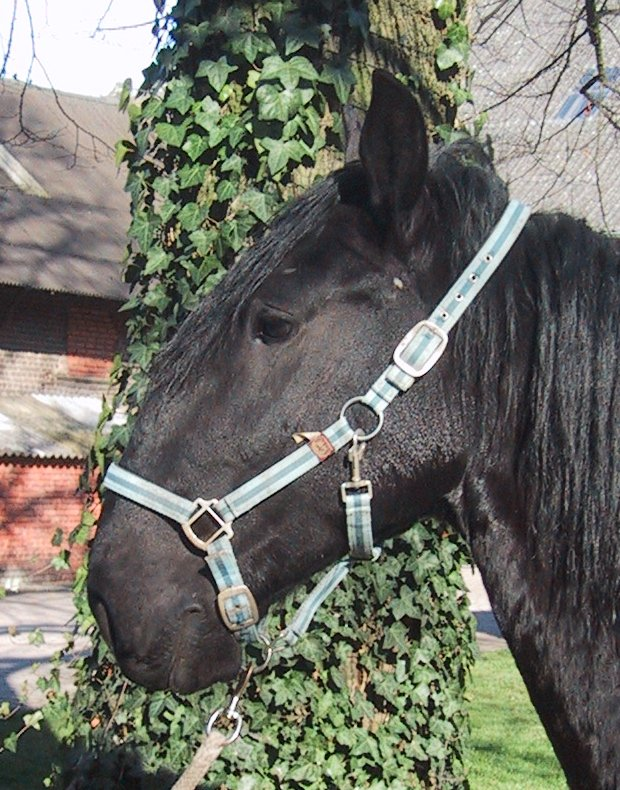
Pferd mit Ramskopf

Als Ramskopf (vom englischen ram: Widder) wird der Kopf eines Säugetiers mit nach außen gewölbter Kopf- oder Nasenpartie bezeichnet. Gebräuchlich ist der Ausdruck vor allem bei Hauspferderassen. Diese Exterieurmerkmale kommen häufig bei Kaltblut- und Barockpferden vor. Das Gegenteil zum Ramskopf ist der Hechtkopf mit nach innen gewölbter Stirnpartie.
Es gibt auch einige Schafsrassen, die ausgesprochen ramsköpfig sind. Beispiele dafür sind das Border Leicester und das Wensleydale.

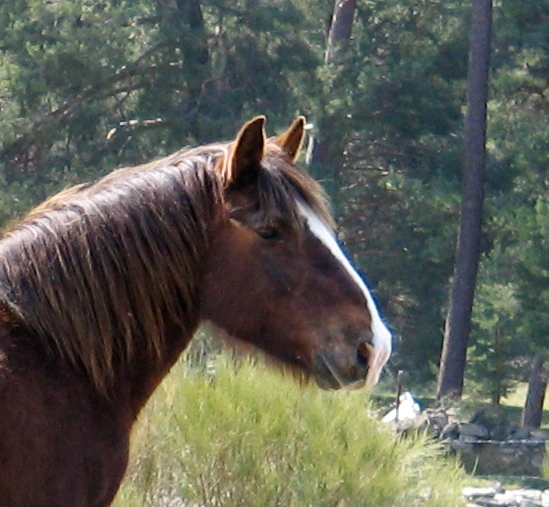
Pferd mit Ramsnase
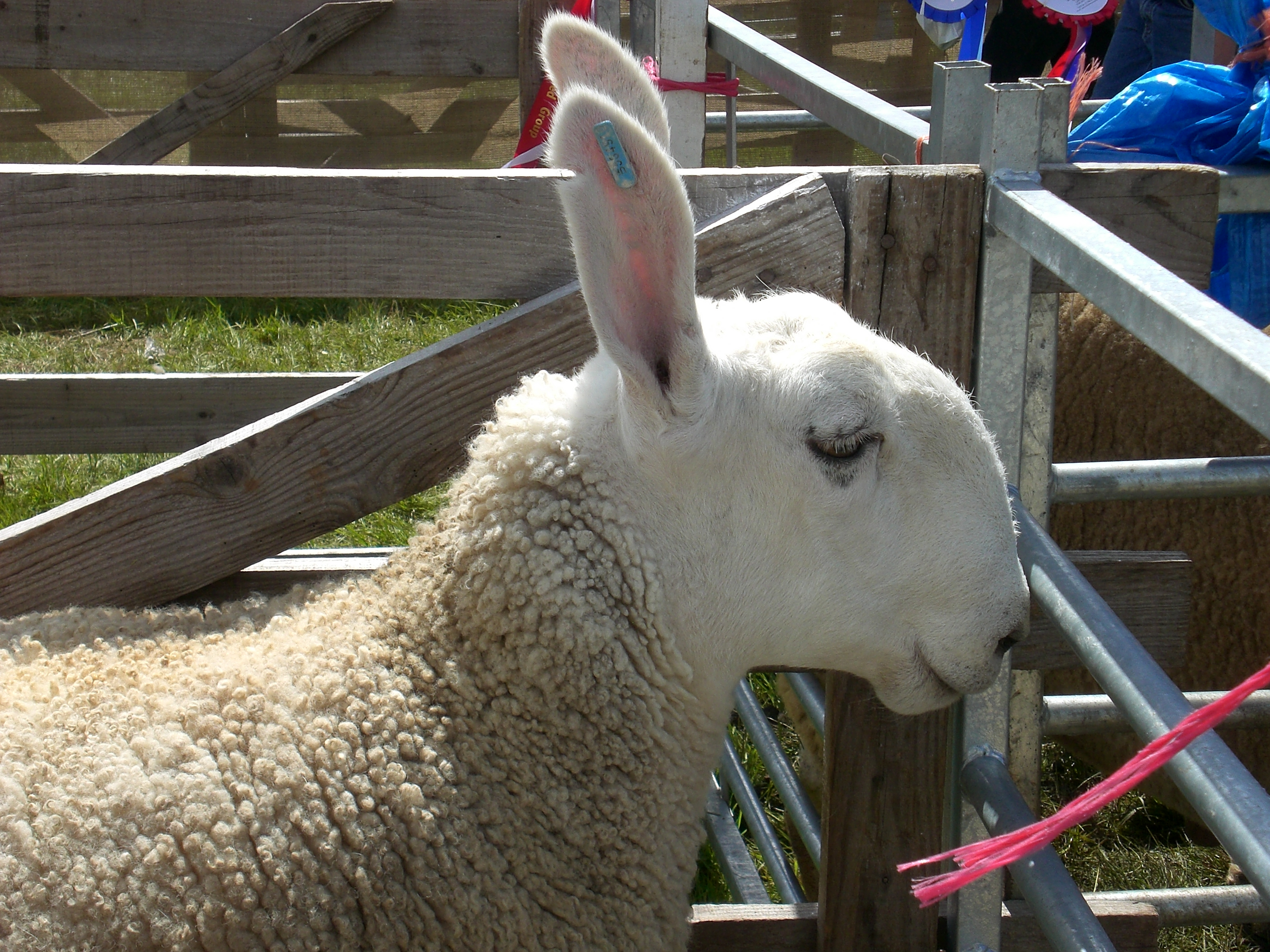
Schafsrasse Border Leicester mit Ramskopf
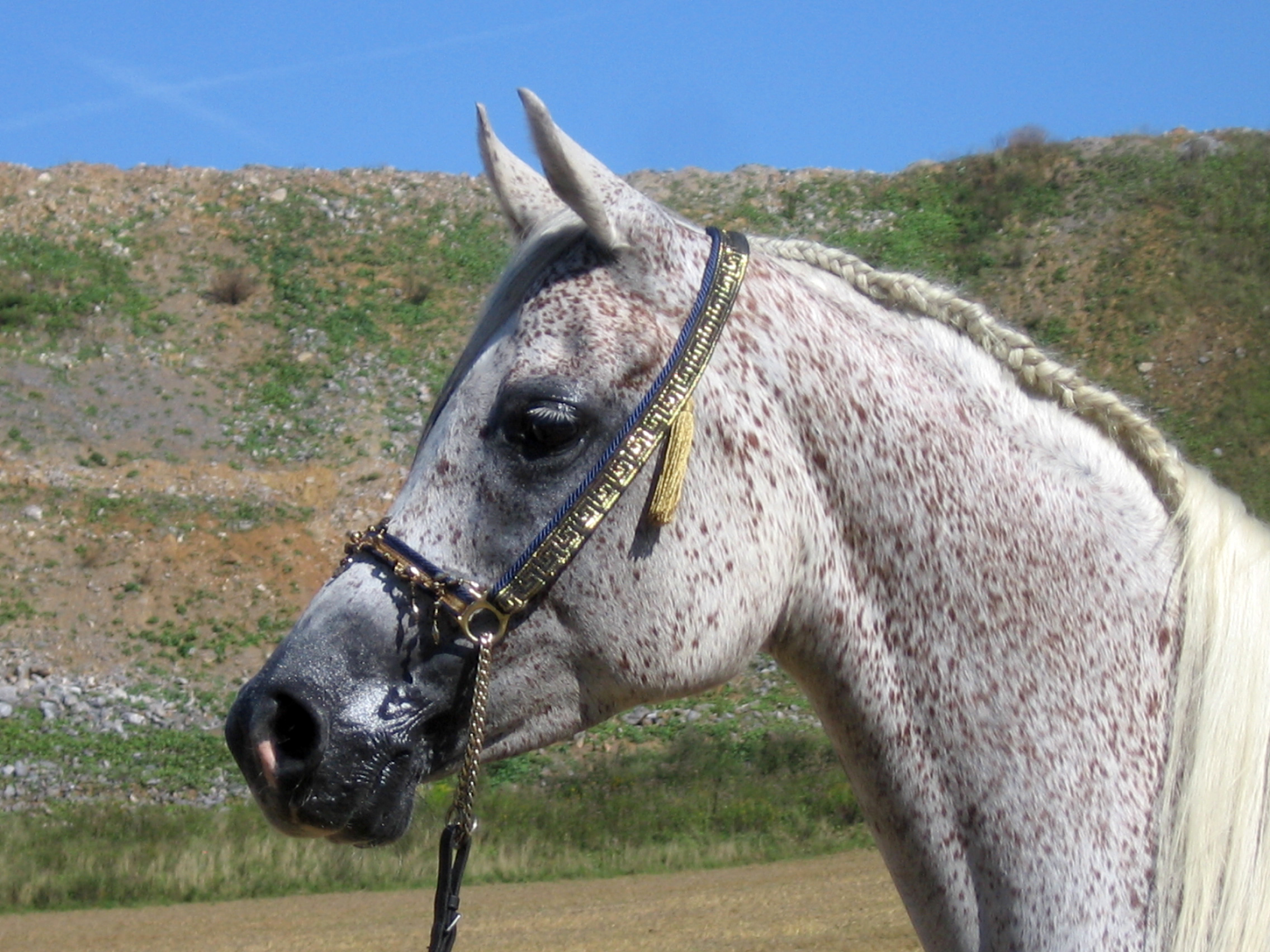
Zum Vergleich: Araberstute mit Hechtkopf